# Yukitaka Omi
Yukitaka Omi (小見 幸隆, Omi Yukitaka, né le 15 décembre 1952 à Tokyo au Japon) est un footballeur japonais.

## Carrière

### Joueur
Le 1er février 1971, il a été transféré d'un club de football au club de Yomiuri FC, dans lequel il a joué jusqu'au 30 juin 1986, date où il a terminé sa carrière de footballeur.

### Entraineur
Après sa carrière de footballeur, il a entrainé une équipe de football pour la saison 2001/2002 : le Tokyo Verdy.